# Orsay
Orsay /ɔʁˈsɛ/ è un comune francese di 16 007 abitanti situato nel dipartimento dell'Essonne, nella regione dell'Île-de-France.
Si trova a 22 km a sud-ovest di Parigi. È il capoluogo dell'omonimo cantone e sede della comunità di agglomerazione dell'altopiano di Saclay.

## Geografia fisica

### Territorio

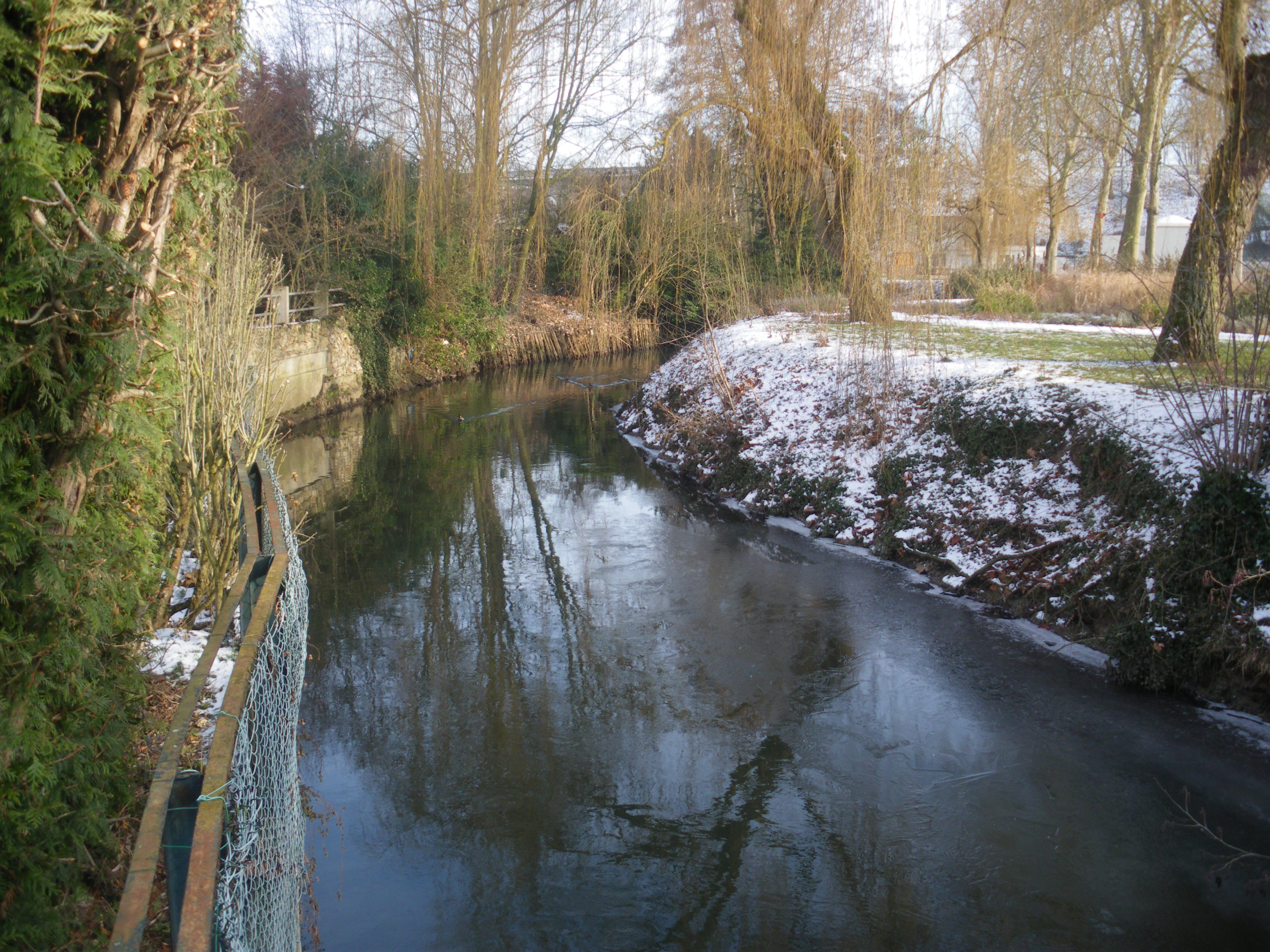
Il fiume Yvette a Orsay

Il comune si trova nella regione naturale dell'Hurepoix, nella valle di Chevreuse (51 m s.l.m.), formata dal fiume Yvette, che percorre il territorio da ovest ad est e a nord-est segna il confine con il comune di Palaiseau, e sui vicini altopiani di Saclay e di Courtabœuf (160 m s.l.m.).
Sull'altopiano di Saclay scorre il ruscello di Corbeville che, canalizzato, alimenta lo stagno di Saclay. Altri piccoli specchi d'acqua si trovano lungo il corso del fiume Yvette: da monte a valle i laghi di "La Pacaterie", del "Mail", della "Clarté-Dieu", del "Temple de la Gloire" e di "Lozère".
Dal punto di vista geologico, il terreno, come in tutto il bacino parigino, si presenta con strati di sabbia, roccia silicea (pietra molare) e calcare, depositati su strati di argille e marne di origine marina. Sono inoltre presenti giacimenti di arenaria.
Il territorio comunale si estende su una superficie di 776 ettari ed ha forma approssimativamente rettangolare (2,9 km di lunghezza e 4,6 km di larghezza).

### Clima
Il comune si trova in una zona di clima oceanico. La temperatura media è di 11,2 °C, con massime in agosto e minime in gennaio. In media vi sono circa 2 °C in meno che a Parigi, a causa principalmente della differenza di densità urbana.

## Storia
Resti archeologici di epoca gallo-romana (I e II secolo d.C.) vennero riportati alla luce nel 1993, comprendenti un laboratorio di vasaio, monete, oggetti in vetro e utensili.
Nel 754 Pipino il Breve fece dono del territorio del comune all'abbazia di Saint-Germain-des-Prés. Il comune è menzionato come Ourcet in documenti benedettini dell'anno 999, che riferivano di una battaglia che vi si era svolta tra il conte di Corbeil e il conte di Blois. Nel 1080 il vescovo di Parigi, Goffredo di Boulogne, lo cedette ai monaci che si erano insediati a Longpont-sur-Orge, i quali vi fecero costruire la chiesa di San Martino nel 1089 e un lebbrosario nel 1151.
Nel 1424 fu preso dagli Inglesi. Successivamente fu dominio della famiglia Raguier, che vi fece costruire un castello. Nel 1675 la signoria sui luoghi passò a Charles Boucher e nel 1741 fu acquistato da Pierre Grimod du Fort, che ristrutturò la residenza signorile e sistemò il centro abitato. Il figlio Pierre Gaspard Marie Grimod d'Orsay ottenne il titolo di conte d'Orsay.
Con la Rivoluzione francese divenne nel 1790 un comune nel distretto di Palaiseau (dipartimento di Seine-et-Oise). Madame Hulot acquistò il castello e fece costruire nel 1801 il "Tempio della Gloria" per celebrare il genero, Jean Victor Marie Moreau. Negli anni successivi i notabili del paese si preoccuparono della sua modernizzazione, con la creazione di un ospizio, di una scuola (1832), del municipio (1873, di un orfanotrofio (1878). Nel 1854 vi giunse la linea ferroviaria di Sceaux che, prolungata fino a Limours nel 1867, determinò una forte crescita demografica. Nel 1875 vi era presente l'acqua corrente in tutti i caseggiati e nel 1881 vi fu inaugurata l'illuminazione pubblica a gas.
Nel 1924 venne creato un nuovo quartiere residenziale ("Mondétour") sull'altopiano di Courtabœuf. Nel 1938 l'elettrificazione della linea ferroviaria permise di raggiungere Parigi in mezz'ora. La popolazione raddoppiò tra il 1954 e il 1968. Nel 1958 vi si installò l'università di Parigi, seguita dall'Istituto Curie nel 1965.
Nel 1968, in seguito a una suddivisione del dipartimento della Seine-et-Oise, venne inserito nel nuovo dipartimento dell'Essonne. Parte del suo territorio fu ceduta per la creazione del nuovo comune di Ulis, al quale furono concessi altri due ettari del territorio comunale nel 1997.

## Società

### Evoluzione demografica
Abitanti censiti

## Monumenti e luoghi d'interesse

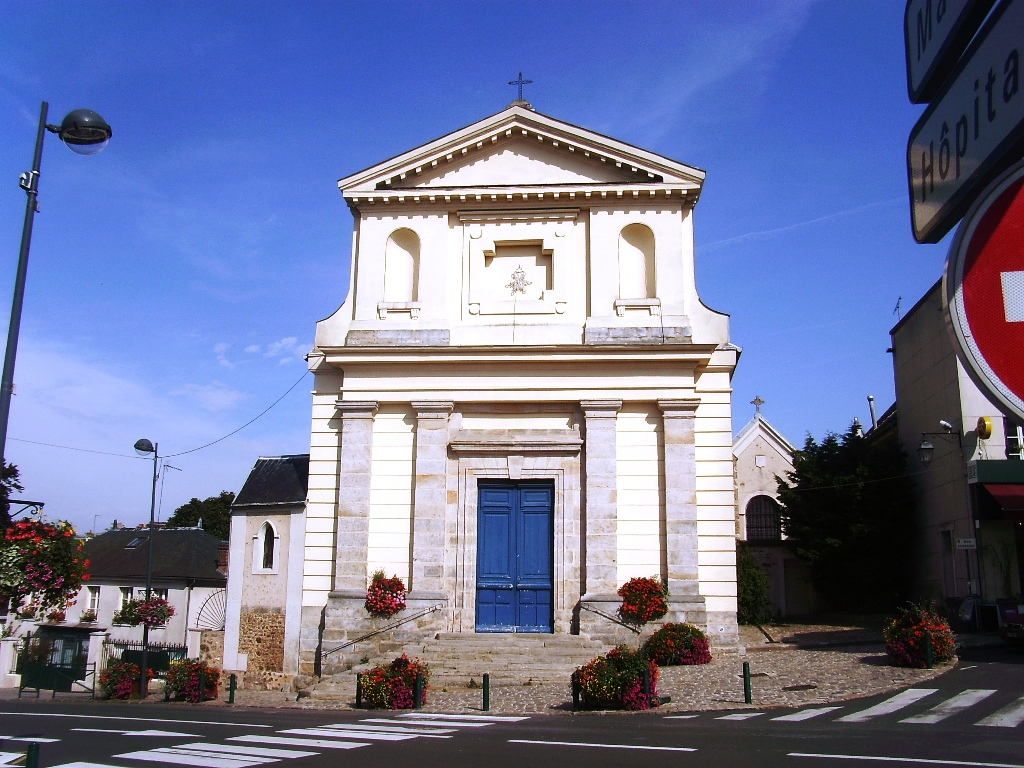
La chiesa di Saint-Martin-Saint-Laurent di Orsay

- "Chiesa di Saint-Martin-Saint-Laurent, già esistente nell'XI secolo e situata di fronte al municipio, sulla riva destra del fiume Yvette. Conserva il coro e l'abside in stile gotico del XIII secolo. Fu ricostruita nel 1656 in stile neoromanico dopo essere stata saccheggiata nel 1591 durante le guerre di religione e nel 1776 ricevette una nuova facciata neoclassica. Nel XIX secolo vi furono aggiunte quattro cappelle laterali e un battistero.
- Municipio costruito nel XIX secolo sui resti dell'antico castello di Grimod d'Orsay.
- "La Grande Bouvêche": residenza con torri medioevali, trasformato nel XVIII secolo.
- "Pacaterie": fattoria fortificata che ospita oggi una residenza universitaria
- "Tempio della Gloria": edificio neoclassico costruito nel 1801 dall'architetto Pierre-Alexandre Vignon per celebrare il generale Jean Victor Marie Moreau, classificato come monumento storico dal 1979[5].
- "Castello di Corbeville" in mattoni, residenza del XIX secolo, oggi appartenente al centro di ricerca del gruppo Thales.
- "Castello di Launay", residenza del preside dell'Università di Parigi XI
- "Castello del Grand Mesnil", del XVIII secolo con rifacimenti nel XIX secolo

## Economia
Il comune ha carattere prevalentemente residenziale e l'economia si basa essenzialmente sul piccolo commercio e sui servizi. Lo sviluppo di nuove imprese è favorito da servizi di "business incubator". Lo sviluppo economico è favorito dalla presenza dei centri universitari e di ricerca.
Mercati periodici si tengono nel centro abitato il martedì e il venerdì e presso Mondétour il giovedì e la domenica.

## Infrastrutture e trasporti

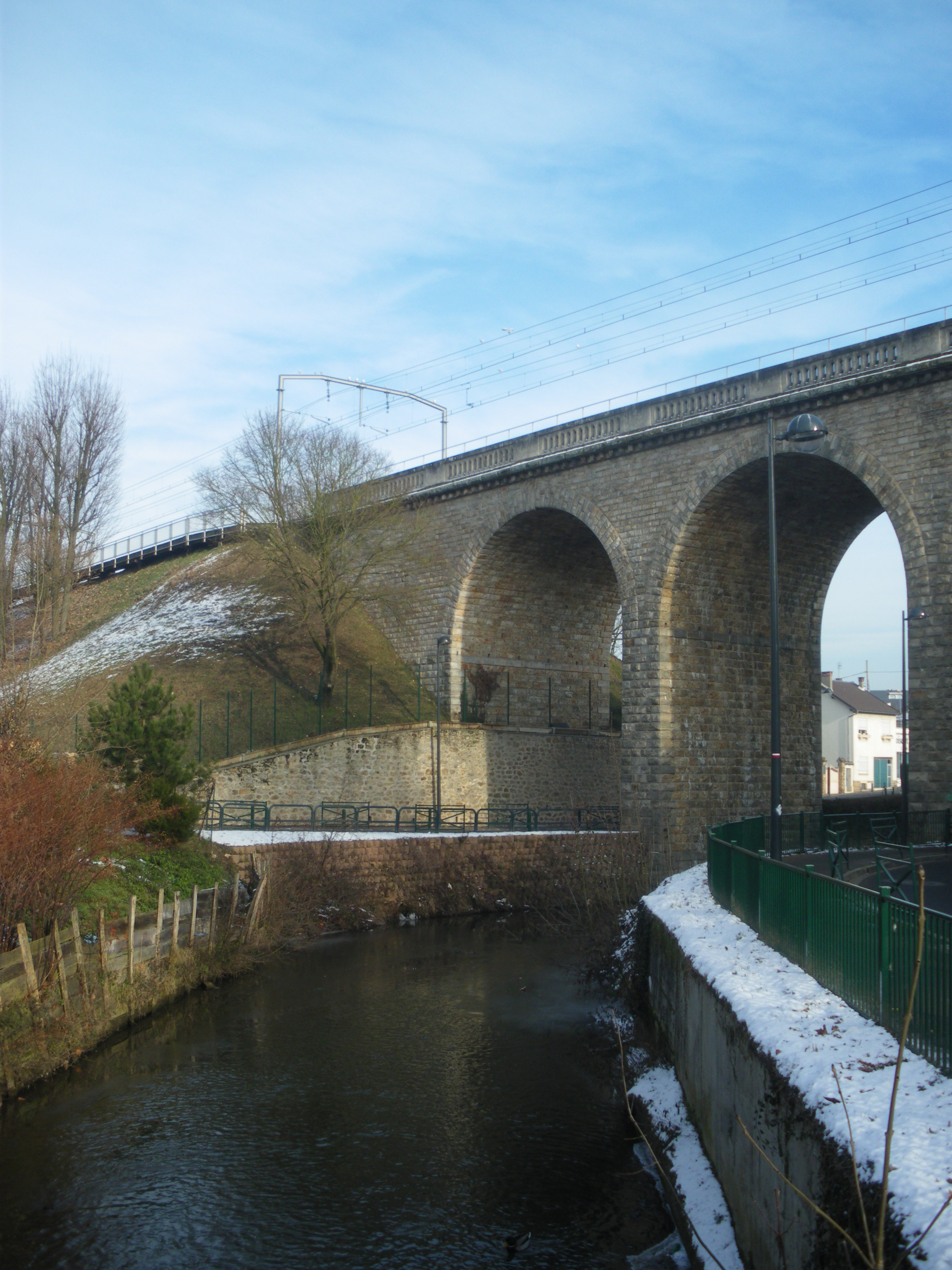
Il viadotto ferroviario sul fiume Yvette a Orsay

Il comune è servito dalla strada nazionale 118 tra Sèvres e Ulis, che mette in comunicazione Parigi con l'autostrada A10 per Bordeaux, percorrendone il territorio in senso nord-sud lungo il confine orientale, e dalle strade dipartimentali 188 (ex strada nazionale) tra Massy e Les Ulis, che segue l'antica linea ferroviaria Parigi-Chartres (1931-1939), 680, 128 e 988, tra Palaiseau e Limours, in senso est-ovest. Il centro abitato è attraversato inoltre dalla strada dipartimentale 446 da Versailles a Nangis, in senso nord-sud.
È attraversato in senso est-ovest dalla linea B della RER, erede dell'ottocentesca linea di Sceaux, che oltrepassa il fiume Yvette su un viadotto in pietra, ed è servito dalle stazioni di Le Guichet e di Orsay-Ville. In orario notturno è attiva la linea di autobus notturna 122. Altre linee di autobus delle linee "Daniel Meyer", "Les Cars d'Orsay" e "TransEssonne" servono il territorio comunale.
L'aeroporto di Parigi-Orly si trova a 13 km a nord-est ed è raggiungibile tramite la linea B della RER e il metrò leggero Orlyval. Un aeroporto per aerotaxi, quello di Toussus-le-Noble, si trova a 8 km a nord-ovest sull'altopiano di Saclay.

## Cultura
Orsay dispone di una sala cinematografica, un auditorium e sala per spettacoli dedicata a "Jacques Tati", il centro espositivo di "La Grande Bouvêche".
Vi si svolgono manifestazioni come la "Festa della musica", la "Festa della scienza", la "Festa di internet".
La festa tradizionale del comune si svolge la seconda domenica di maggio.

### Università e ricerca

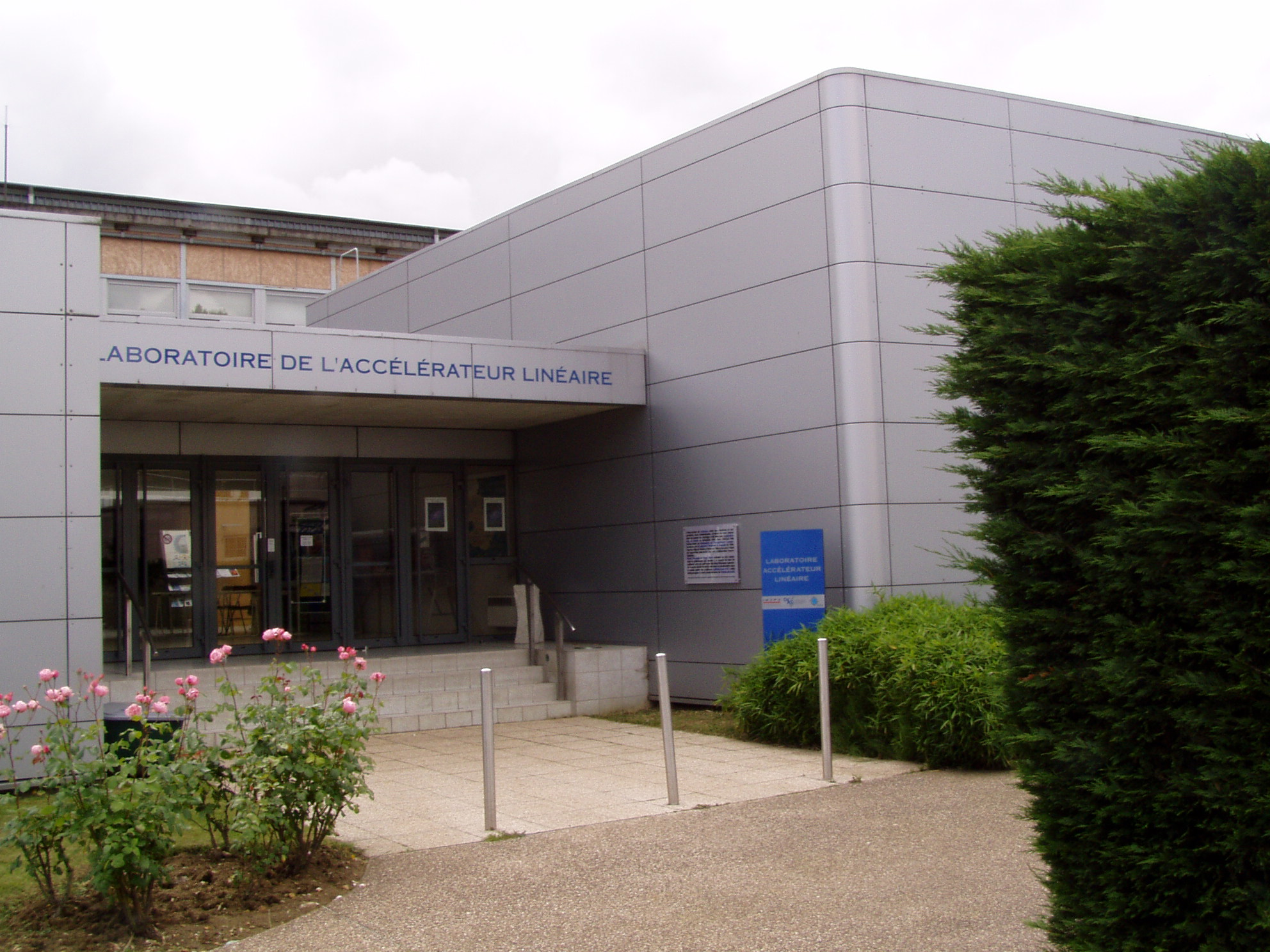
L'ingresso del LAL

Orsay si trova nella cosiddetta "Vallée de la Science" ed ospita sia nel centro abitato, sia in un parco esterno, la presidenza e i servizi generali dell'Università di Parigi-Saclay, con una numerosa comunità universitaria (13.000 studenti, 1.700 insegnanti, 2.100 dottorandi e 1.800 persone del personale amministrativo e tecnico). Il campus universitario comprende cinque "unità di formazione e ricerca" (UFR) e tre "istituti universitari di tecnologia" (IUT), l'istituto di formazione di ingegneri, residenze universitarie del "centro regionale delle opere universitarie e scolastiche" (CROUS), un ospedale universitario, il centro mondiale di proton therapy dell'Istituto Curie. All'ospedale è collegato l'"Istituto di formazione in cure infermieristiche".
Orsay ospita inoltre l'Istituto di fisica nucleare del Centre national de la recerche scientifique (CNRS) con il "laboratoire de l'accélérateur lineaire" (LAL) e il "Centro di spectometria nucleare e di spectometria di massa" e vi si trovano sedi delle grandi scuole di ingegneria dell'"Istituto di ottica teorica e applicata" e della "Scuola superiore di elettricità".

## Sport
Sono presenti diverse infrastrutture sportive, tra cui lo stadio della "Terrasse", e la squadra di rugby "Orsay Rugby Club", che milita nella seconda divisione del campionato francese.

## Amministrazione comunale
Il comune, capoluogo del cantone di Orsay, è inserito nell'arrondissement di Palaiseau ed appartiene alla quinta circoscrizione del dipartimento dell'Essonne.
Il consiglio municipale ha 33 membri.

### Lista di sindaci
A partire dal 1790 si sono succeduti alla guida del comune i seguenti sindaci:
- 1790-1791, Jean-Mathias Fors
- 1791-1792, Pierre-Antoine Fialon (primo mandato)
- 1792-1793, Pierre Roger
- 1793-1803, Pierre-Antoine Fialon (secondo mandato)
- 1803-1813 Louis-Charles Desjobert
- 1813-1815, Pierre-Antoine Fialon (terzo mandato)
- 1815-1815, Jean-Baptiste Empereur (primo mandato)
- 1815-1815, Pierre-Nicolas Fricot
- 1815-1830, Jean-Baptiste Empereur (secondo mandato)
- 1830-1831, Nicolas Verrier (primo mandato)
- 1831-1833, Victor-Joseph Lebeaux
- 1833-1834, Nicolas Verrier (secondo mandato)
- 1834-1839, Marie-Auguste Savy
- 1839-1843, Claude Cossonnet
- 1843-1847, Mathieu Fialon
- 1847-1848, Nicolas Verrier (terzo mandato)
- 1848-1858, Jules-Emile Rabourdin
- 1858-1871, Jean-Louis Billard
- 1871-1871, Paul Pont
- 1871-1871, Louis-Auguste Oudart
- 1871-1878, Jules-Alexandre Marinier (primo mandato)
- 1878-1880, Amédée Guillemin (primo mandato)
- 1880-1881, Laurent Hoffherr
- 1881-1884, Amédée Guillemin (secondo mandato)
- 1884-1896, Jules-Alexandre Marinier (secondo mandato)
- 1896-1898, Jacques Blondin|
- 1898-1904, Eugène Meignen (primo mandato)
- 1904-1905, Alfred Lapostolle (primo mandato)
- 1905-1910, Eugène Meignen (secondo mandato)
- 1910-1919, Alfred Lapostolle (secondo mandato
- 1919-1924, Eugène Lorne
- 1924-1931, Paul Blondel
- 1931-1933, Pierre Dumaraud
- 1933-1935, Louis Cadot
- 1935-1939, Lucien Decauville
- 1939-1941, François Leroux (primo mandato)
- 1941-1944, Léonce Benin
- 1944-1947, François Leroux (secondo mandato)
- 1947-1953, Christian Barré
- 1953-1965, Jean Pinon
- 1965-1977, Georges Thevenon (destra)
- 1977-1983, André Laurent (partito socialista, primo mandato)
- 1983-1989, Michel Lochot (destra)
- 1989-1995, André Laurent (partito socialista, secondo mandato)
- 1995-2001, Marie-Hélène Aubry (UDF-PPDF, primo mandato)
- 2001-2008, Marie-Hélène Aubry (UDF, poi UMP, poi PR[9], secondo mandato)
- dal 2008, David Ros (partito socialista)

### Gemellaggi
- 1973 Kempen (Germania)
- 1980 Ely (Regno Unito)